# District de Fengquan
Le district de Fengquan (凤泉区 ; pinyin : Fèngquán Qū) est une subdivision administrative de la province du Henan en Chine. Il est placé sous la juridiction de la ville-préfecture de Xinxiang.